# يوهان فريدريك شويرتزر
يوهان فريدريك شويرتزر (بالألمانية: Johann Friedrich Schweitzer)‏ هو طبيب وكيميائي هولندي وألماني، ولد في 17 يناير 1630 في كوتن في ألمانيا، وتوفي في 29 أغسطس 1709 في لاهاي في هولندا.